# Aeroport d'Agadir-Al Massira
L'Aeroport d'Agadir-Al Massira (àrab: مطار المسيرة, Maṭār al-Masīra) (codi IATA: AGA, codi OACI: GMAD) és un aeroport internacional que serveix Agadir, la ciutat més gran del sud-oest del Marroc i capital de la regió de Souss-Massa. L'aeroport es troba a la comuna de Temsia, 20 km al sud-est d'Agadir.
En 2007, l'Aeroport Internacional Al Massira va atendre a 1.502.094 passatgers. En els últims anys, Agadir i el seu boom turístic, han suposat nous vols a Al Massira des de nous aeroports del Regne Unit i Irlanda. Hi ha un acord per crear una nova terminal, que donarà treball a la gent d'Agadir.

## Pista i plataforma
La pista en orientació 10/28 té una longitud de 3.200 metres i una amplària de 45 metres. Això possibilita que avions d'una grandària com el de l'Airbus A380 poden aterrar en aquesta pista. L'espai d'estacionament d'aeronaus és de 170.000 m² el que suposa espai per 10 X Boeing 737 i 3 X Boeing 747.

## Terminal
L'espai total de terminal és de 26.550 m² i prevista per 3 milions de passatgers a l'any.
Té una àmplia sala d'espera, dividida en dues en virtut de si el vol és nacional (no duanes) o si és internacional. Els passatgers que volen a Casablanca amb un vol internacional en connexió poden passar el control de passaport a Agadir per no perdre temps en el trànsit al Mohammed V

## Classificació i equipament de navegació
L'aeroport té un ILS cat. II i ofereix les següents ajudes a la navegació: VOR – DME – 2 X NDB.

## Estadístiques de trànsit
ONDA Va donar les següents dades de l'aeroport.
| Mèteria              | 2008      | 2007      | 2006     | 2005     | 2004      | 2003    | 2002    |
| -------------------- | --------- | --------- | -------- | -------- | --------- | ------- | ------- |
| Moviments comercials | 12.618    | 14.161    | 15-221   | 14,.418  | 13.441    | 12.670  | 12,.805 |
| Passatgers           | 1,455,194 | 1,502,094 | 1.433353 | 1.315,52 | 1.160.127 | 975.181 | 934.433 |
| Càrrega (tones)      | 1.165,8   | 1.145,4   | 589,6    | 714,1    | 1.723,4   | 1.328,1 | 1.708,7 |

## Aerolínies i destins
Les següents aerolínies efectuen vols regulars de passatgers a Agadir:
| Aerolínies                       | Destinacions |
| -------------------------------- | --- |
| Aer Lingus                       | Estacional: Dublín                                                                                              |
| Aigle Azur                       | París-Orly |
| Brussels Airlines                | Brussel·les |
| Binter Canarias                  | Gran Canària |
| Canary Fly                       | Gran Canària |
| Condor Flugdienst                | Berlín-Schonefeld, Düsseldorf, Frankfurt am Main, Hamburg [reinicia l'1 de novembre de 2011], Múnich            |
| EasyJet                          | Berlín-Schonefeld [comença l'4 d'octubre de 2011], Londres-Gatwick, Lió, Milà-Malpensa, París-Charles de Gaulle |
| Edelweiss Air                    | Zuric |
| Jet4You                          | París-Orly Charter:Basilea/Mulhouse, Dublín, Düsseldorf, Frankfurt am Main, Varsòvia                            |
| Jetairfly                        | Brussel·les |
| Luxair                           | Luxemburg |
| Norwegian Air Shuttle            | Copenhague, Oslo-Gardermoen, Estocolm-Arlanda                                                                   |
| Royal Air Maroc                  | Casablanca, Al-Aaiun, Lió, París-Orly Estacional: Deauville, Metz/Nancy, Nantes, Varsòvia, Dakhla               |
| Royal Air Maroc Express          | Casablanca, Al-Aaiun, Ouarzazate Estacional: Essaouira, Rabat, Zagora                                           |
| Ryanair                          | Brussel·les Sud-Charleroi, Londres-Stansted, Weeze Estacional: Marsella                                         |
| Thomas Cook Airlines             | Londres-Gatwick, Mánchester                                                                                     |
| Thomas Cook Airlines Scandinavia | Estacional: Estocolm-Arlanda                                                                                    |
| Thomson Airways                  | Birmingham, Londres-Gatwick, Manchester                                                                         |
| Transavia.com                    | Amsterdam |
| Transavia France                 | París-Orly |
| TUIfly                           | Estacional: Colònia/Bonn, Düsseldorf, Frankfurt am Main, Gran Canària, Hannover, Múnic, Stuttgart               |

## Segona Guerra Mundial
Durant la Segona Guerra Mundial, l'aeroport va ser usat per la Brigada aerotransportada de l'exèrcit dels Estats Units com a base d'operacions per a càrrega, avions i personal en trànsit. Va funcionar com a parada tècnica en la ruta a Marràqueix o a Villa Cisneros al Nord d'Àfrica. A més, una connexió aèria a Atar també manejava càrrega i passatgers.

## Accidents i incidents
- El 21 d'agost de 1994, vol 630 de Royal Air Maroc, es va estavellar aproximadament deu minuts després d'enlairar-se de l'aeroport d'Agadir. Tots els 44 passatgers i la tripulació a bord van morir. L'accident es creu que ha estat un acte deliberat del pilot de l'aeronau.